# Flapjack

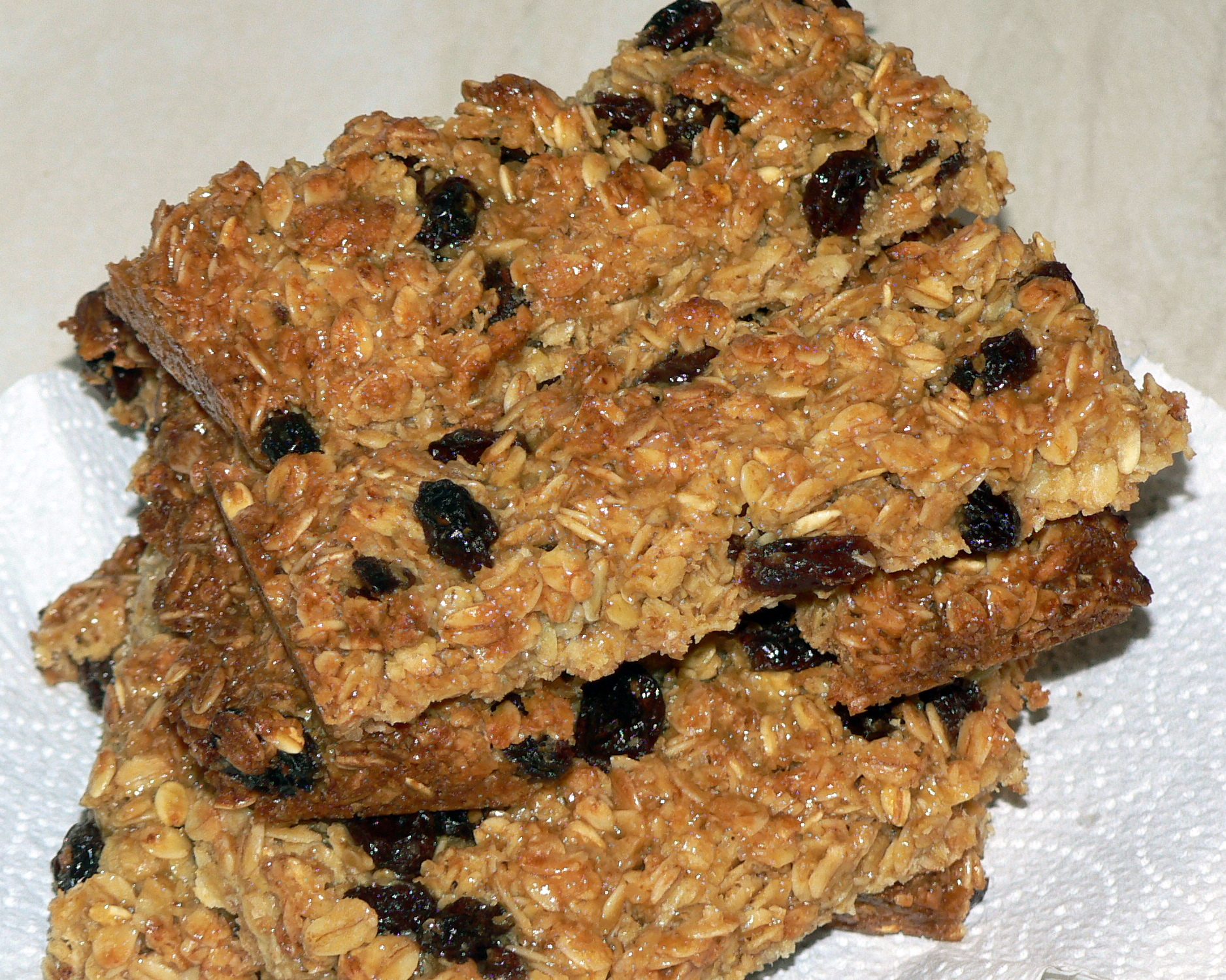
Flapjacks

Een flapjack is een soort koek, die gebakken wordt van boter, suiker en havermout. Eventueel kan er nog honing of muesli worden gebruikt. Het is een traditioneel gerecht dat in Groot-Brittannië wordt gegeten bij de thee als de kinderen uit school komen. 
De naam flapjack werd al in de 17e eeuw gebruikt, maar verwees toen nog naar een platte koek die meer op een pannenkoek leek. Sinds 1935 wordt in Engeland flapjack alleen voor een koek met havermout gebruikt, maar in de Verenigde Staten verwijst het nog naar een platte pannenkoek.

## Recept
Flapjacks worden gemaakt door boter in een pan te smelten, en daar de suiker in op te lossen tot een siroop ontstaat. Hierin wordt havermout gemengd met een beetje bakpoeder of zelfrijzend bakmeel. Het deeg dat zo ontstaat, wordt in een vorm gestort zodat een plak van ongeveer een centimeter dik ontstaat. Dit wordt een kwartier in de oven gebakken en vervolgens gesneden als het nog warm is. Zodra de flapjacks afgekoeld zijn, worden ze hard, vergelijkbaar met een mueslireep.